# Salvatore Pappalardo
Salvatore Pappalardo (Catània, Sicília, 1817 - 1884) fou un compositor italià.
Primerament va ser director d'orquestra del Teatre Municipal de Catània, i el 1841 professor de contrapunt de les Escoles de Música de l'Hospici Reial, passant el 1854 a Nàpols, on fou professor de contrapunt.
Va compondre les òperes:
- Francesca da Rimini;
- Il Corsaro, (1846);
- La figlia del doge, (1855);
- L'atrabiare, (1856);
- Mirinda, (1860).

També va escriure moltes composicions religioses, melodies vocals, obres instrumentals, etc., i s'ocupà també de la crítica musical, sent per espai d'alguns anys redactor de La Pàtria, de Nàpols.